# Обвинение жертвы
Обвине́ние же́ртвы (или ви́ктимбле́йминг, англ. Victim blaming) — явление, когда жертве преступления, несчастного случая, болезни или любого вида насилия вменяется вина или частичная вина за совершённое в отношении неё нарушение или произошедшее несчастье. Как правило, обвинение жертвы принимает форму расистских, сексистских и классистских утверждений. Однако эта позиция может существовать и независимо от таких видов нетерпимости, а в некоторых странах даже носит по меньшей мере полуофициальный характер. С точки зрения социальной психологии, обвинение жертвы — это последствие веры в справедливый мир.
В рамках виктимологии обвинение жертвы является методологической предпосылкой позитивистского подхода, принятого в том числе в постсоветской виктимологии. В зарубежной виктимологии этому подходу противостоит подход, основанный на защите жертвы.

## Психология обвинения жертвы
Феномен веры в справедливый мир предлагается как одно из объяснений того, почему люди обвиняют жертв: отвергая неприятную мысль о том, что плохие события могут происходить с людьми случайно и незаслуженно, они приходят к ложному убеждению, что жертвы должны были чем-то заслужить то, что с ними произошло. Это когнитивное искажение также позволяет допускать, что можно избежать роли жертвы, если вести себя «правильно». Хотя эта идея существовала с древних времён, она стала предметом изучения в современной социальной психологии в 1960-х годах, начиная с работ Мелвина Лернера.
Нежелание идентифицировать себя с жертвой, с теми, кто действительно страдает, и восхищение тем, кто одерживает верх и производит впечатление победителя, также лежат в основе суждения виновности жертвы.

## Повторная виктимизация
Повторная виктимизация — это ретравматизация жертвы насилия, выражающаяся в реакции отдельных людей или институтов. Обвинение жертвы является одной из форм повторной виктимизации. Её другие возможные формы — это, в частности, неуместное поведение окружающих после насилия, некорректные высказывания медицинских работников или других людей, с которыми контактирует жертва.
Например, в культурах с жёсткими обычаями и табу по отношению к сексу и сексуальности — жертвы изнасилований особенно сильно стигматизируются. Так, общество может рассматривать жертву изнасилования (особенно если до этого она была девственницей) как «испорченную». В таких культурах повторная виктимизация может принимать формы общественного отвержения, изоляции или даже институционального наказания жертвы, например запрета на брак, принудительного развода (в случае, если жертва уже состояла в браке) или убийства.

## История понятия
Термин «обвинение жертвы» (victim blaming) впервые использовал Уильям Райан в одноимённой книге (Blaming the Victim), опубликованной в 1971 году. Райан описывает обвинение жертвы как идеологию, применяемую для оправдания расизма и социальной несправедливости в отношении чернокожего населения США. Книга была написана в качестве реакции на книгу Патрика Мойнигана «Негритянская семья: за вмешательство государства» (The Negro Family: The Case for National Action), вышедшую в 1965 году и известную в США как «отчёт Мойнигана» (the Moynihan Report).
Мойниган считал непосредственной причиной тяжёлого положения афроамериканцев семейную структуру с преимущественно или постоянно отсутствующим отцом и матерью, которая зависит от государственной поддержки в обеспечении детей питанием, одеждой и медицинской помощью. По мнению Мойнигана, чтобы изменить ситуацию, требовались государственные меры по укреплению нуклеарной семьи среди чернокожего населения. По мнению Райана, теории Мойнигана были попытками преуменьшить роль социально-структурных факторов в существовании бедности и возложить ответственность на самих бедных, их поведение и культурные паттерны. Книгу Райана называют «сокрушительной критикой ментальности, обвиняющей бедных в их бедности, а слабых — в их слабости». Это утверждение показывает, что явление обвинения жертвы, которое хорошо известно в человеческой психологии и истории, начали осознавать как проблему. 
В 1947 году Теодор Адорно описал явление, которое позже было названо обвинением жертвы, как «одно из самых пагубных свойств фашистского характера». Немногим позже Адорно и его коллеги по исследовательской группе Беркли разработали свою знаменитую F-шкалу (где F означает «фашизм»), которая включала среди прочих фашистских черт «презрение ко всему дискриминируемому или слабому». После Адорно некоторые другие авторы также относили обвинение жертвы к типичным фашистским чертам.

## Обвинение жертвы, феминизм и виктимология
Интенцию защиты преступника и возложения частичной ответственности за преступление на его жертву можно обнаружить уже в первых работах по интеракционистской, или позитивистской, виктимологии, например в классической работе Б. Мендельсона «Новая ветвь био-психо-социальной науки: виктимология» (1956). Наиболее последовательную критику применения виктимологических понятий для обвинения жертвы высказывали феминистские исследователи — в первую очередь, в отношении жертв гендерного насилия.
В 1971 году виктимолог-позитивист Менахем Амир опубликовал своё исследование об изнасилованиях «Паттерны в изнасилованиях с применением физической силы» (Patterns in Forcible Rape), в котором выдвинул понятие «изнасилования, спровоцированного жертвой» (victim-precipitated rape). Согласно определению Амира, «провокацию» можно обнаружить в случаях, когда жертва, с точки зрения насильника, дала неявное согласие на секс или позволила поместить себя в опасную или уязвимую ситуацию. В частности, исследователь предложил относить к «провокациям» употребление алкоголя, согласие сесть в машину незнакомого мужчины, согласие на ту или иную форму сексуального взаимодействия, а также недостаточно решительное сопротивление насильнику. Амир заключил, что «так или иначе, жертва всегда является причиной преступления».
С критикой работы Амира с феминистских позиций выступила Памела Лейкс Вуд. В статье, опубликованной в American Criminal Law Review, она отмечает, что единственная возможность для женщины-жертвы избежать обвинений — это жить в постоянном страхе, что каждый мужчина может оказаться насильником. Схожие возражения были высказаны Куртом Вайсом и Сандрой Борхес, заявившими, что из предложенной Амиром концепции изнасилования в действительности следует, что «единственный нужный ингредиент для изнасилования, спровоцированного жертвой, — это воображение насильника».
Как отмечает криминолог и президент Всемирного виктимологического общества Ян ван Дейк, обобщая работы феминистских исследователей, представление о том, что жертвы домашнего и сексуального насилия «провоцируют» мужчин на совершение насилия, то есть, фактически, заслуживают своей виктимизации, принадлежит к патриархальному менталитету, который в действительности и лежит в основе таких преступлений. Обсуждение роли жертвы в совершённом в отношении неё насилии отвлекает внимание от структурных причин насилия над женщинами. Дискуссии о проблеме обвинения жертвы помогли специалистам по гендерным исследованиям повысить чувствительность виктимологов к неравному распределению власти в целом и гендерному неравенству в частности.